# Чадаєв Микола Миколайович
Микола Миколайович Чадаєв (рос. Николай Николаевич Чадаев; нар. 9 липня 1988, Смоленськ) – російський шахіст, гросмейстер від 2010 року.

## Шахова кар'єра
У 2003 та 2004 роках представляв Росію на чемпіонаті світу серед юніорів у категорії до 16 років. 2005 року поділив 1-ше місце (разом з Оленою Таїровою і Олександром Рахмановим) у Мінську, а також переміг у Серпухові. 2008 року посів 2-ге місце (позаду Санана Сюгірова) на чемпіонаті Росії серед юніорів до 20 років. Гросмейстерські норми виконав на відкритих турнірах в Кавалі (2008, 2009) і в санкт-Петербурзі (2009, меморіал Михайла Чигоріна), тоді як в 2010 року виборов титул чемпіона Москви.
Найвищий рейтинг Ело в кар'єрі мав станом на 1 травня 2013 року, досягнувши 2591 очок займав тоді 52-ге місце серед російських шахістів.

## Зміни рейтингу
| На цьому місці має відображатися графік чи діаграма, однак з технічних причин його відображення наразі вимкнено. Будь ласка, не видаляйте код, який викликає це повідомлення. Розробники вже працюють для того, щоби відновити штатне функціонування цього графіка або діаграми. | |
| | На цьому місці має відображатися графік чи діаграма, однак з технічних причин його відображення наразі вимкнено. Будь ласка, не видаляйте код, який викликає це повідомлення. Розробники вже працюють для того, щоби відновити штатне функціонування цього графіка або діаграми. |